# مستشفى المطلع

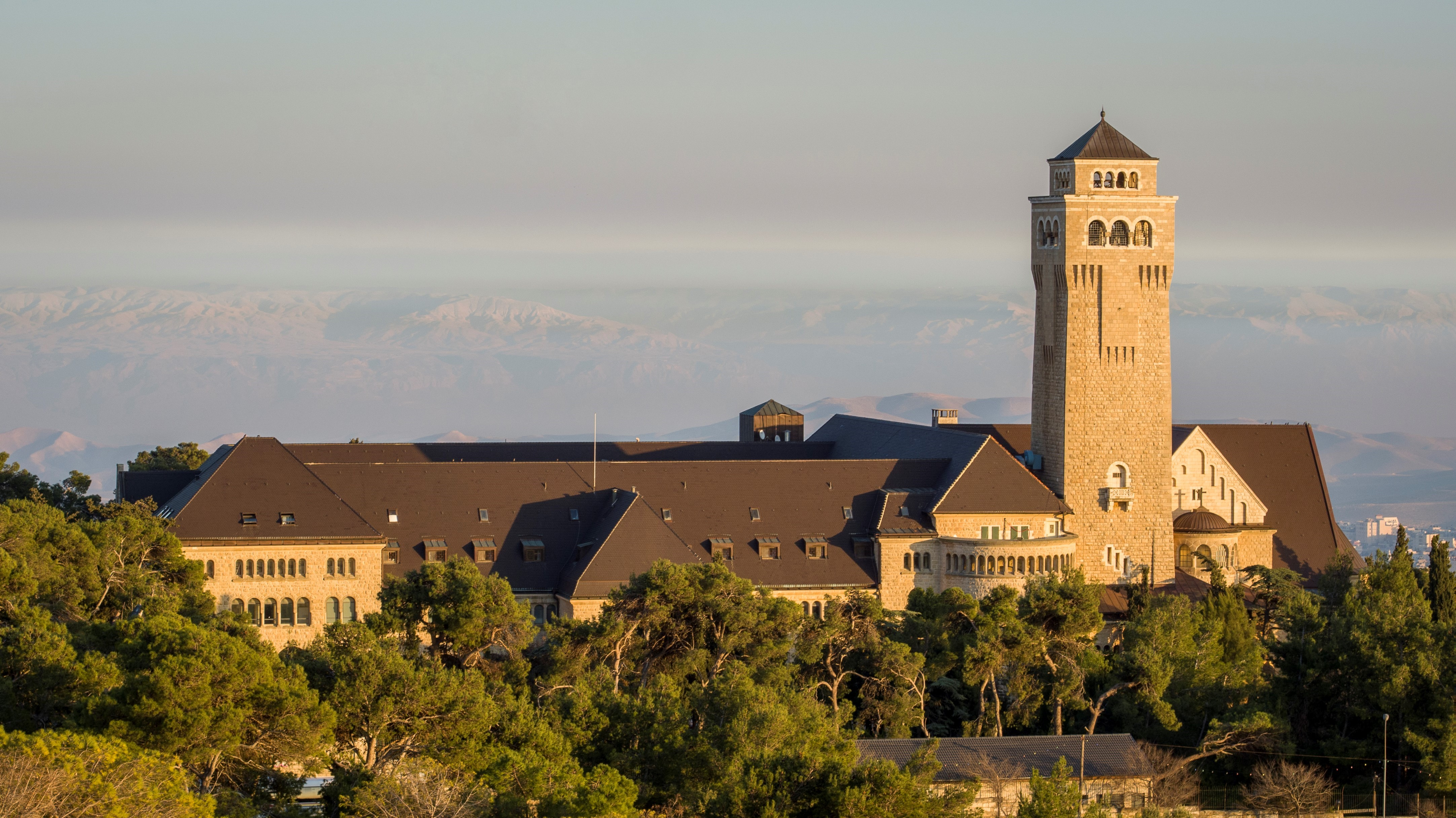
مجمع مستشفى/كنيسة أوغستا فيكتوريا، مع محيط جبل الزيتون، في عام 2016.

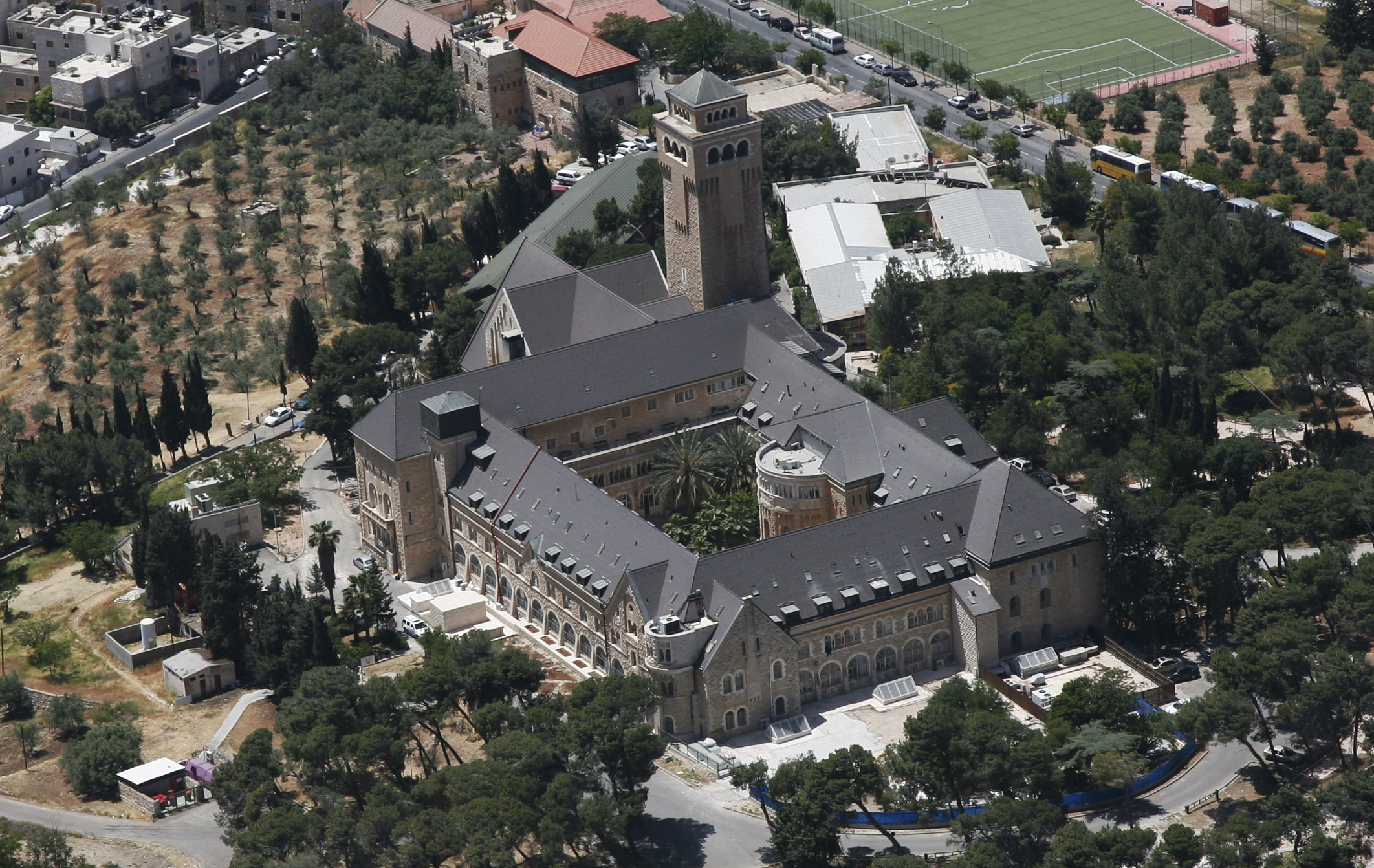
صورة جوية لمستشفى المُطلع، في عام 2012.

مستشفى المُطلع أو مجمع أوغوستا فيكتوريا هو مجمع مستشفى وكنيسة يقع على الجانب الجنوبي من جبل الزيتون في مدينة القدس في فلسطين. تم بناءه في عام 1907-1914 من قبل مؤسسة الإمبراطورة أوغستا فيكتوريا كمركز للمجتمع البروتستانتي الألماني في فلسطين العثمانية، بالإضافة إلى الكنيسة اللوثرية في المدينة القديمة بالقدس. يضم المجمع بالإضافة إلى المستشفى، الكنيسة البروتستانتية الألمانية، كنيسة الصعود. برج مرتفع بطول 50 مترًا، ومركز اجتماعات للحجاج والسياح، ورياض أطفال، بالإضافة إلى فرع القدس للمعهد البروتستانتي الألماني للآثار.
على مدار معظم تاريخه، تم استخدام المجمع أولاً وقبل كل شيء كمستشفى، إما عن طريق الجيش (خلال الحربين العالميتين الأولى والثانية وخلال الإدارة الأردنية للضفة الغربية)، أو للاجئين الفلسطينيين والجمهور العام (من عام 1950 حتى اليوم)، و في بعض الأحيان أيضًا كمقر حكومي أو عسكري (1915-1927).
يقدم المستشفى اليوم، رعاية متخصصة للفلسطينيين من جميع أنحاء الضفة الغربية وقطاع غزة في مجالات متخصصة كغسيل الكلى، علاج السرطان، طب الأطفال ووحدة رعاية متخصصة. يعد ثاني أكبر مستشفى في شبكة مستشفيات القدس الشرقية.

## التاريخ

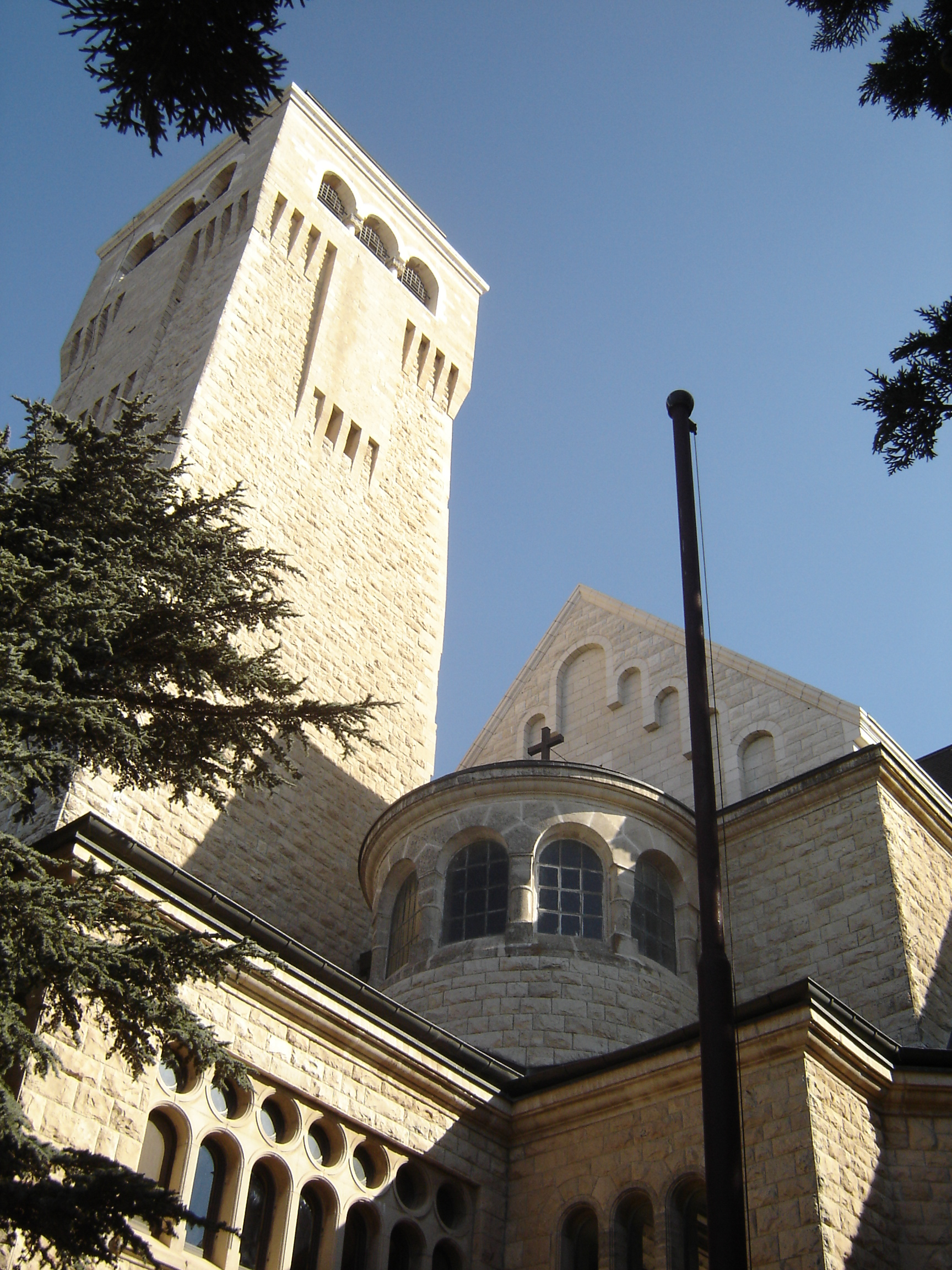
كنيسة الصعود، مجمع أوغستا فيكتوريا

تم تسمية المجمع باسم أوغستا فيكتوريا من شلسفيغ-هولشتاين، زوجة القيصر الألماني فيلهلم الثاني، الذي زار القدس في عام 1898 وأمر ببناء دار ضيافة للحجاج الألمان. تم جمع 2.5 مليون مارك ذهبي من التبرعات من جميع أنحاء ألمانيا وتم تكريم المتبرعين بصليب جبل الزيتون [الإنجليزية].
جُلبت مواد البناء وأربعة أجراس، وزن أكبرها ستة أطنان، من ألمانيا. تم توسيع الطريق من يافا إلى القدس لنقل الأجراس. وكانت التكلفة أكثر من ضعف تكلفة نقل الأجراس من هامبورغ إلى يافا. كان أوغوستا فيكتوريا أول مبنى في فلسطين يحصل على الكهرباء، عن طريق مولد ديزل.
استوحى المهندس المعماري الألماني روبرت ليبنتز التصميم من القصور الألمانية، مثل قلعة هوهنتسولرن الألمانية. تم تصوير المجمع بالتفصيل إلى جانب احتفالات الافتتاح في 1910 بواسطة خليل رعد، أول مصور عربي في فلسطين.[بحاجة لمصدر] على الرغم من افتتاحه رسمياً في 10 أبريل 1910، تم الانتهاء من البناء في عام 1914.

## وصلات خارجية
- موقع المستشفى الرسمي.